# (473084) 2015 HN145
(473084) 2015 HN145 es un asteroide perteneciente al cinturón de asteroides, descubierto el 10 de marzo de 2005 por el equipo del Mount Lemmon Survey desde el Observatorio del Monte Lemmon, Arizona, Estados Unidos.

## Designación y nombre
Designado provisionalmente como 2015 HN14.

## Características orbitales
2015 HN145 está situado a una distancia media del Sol de 2,210 ua, pudiendo alejarse hasta 2,242 ua y acercarse hasta 2,178 ua. Su excentricidad es 0,014 y la inclinación orbital 6,716 grados. Emplea 1200 días en completar una órbita alrededor del Sol.

## Características físicas
La magnitud absoluta de 2015 HN145 es 17,5.